# Jinbei S30
Jinbei S30 или Jinbei Zhishang S30 (金杯 智尚S30) — субкомпактный кроссовер, который выпускался производителем Jinbei в Китае.

## Описание
Jinbei S30 являлся первым кроссовером компании Jinbei, до этого выпускались только малотоннажные грузовые автомобили. Производство S30 началось в 2012 году и закончилось в 2017 году. Цены варьировались в диапазоне от 49800 до 72800 юаней.

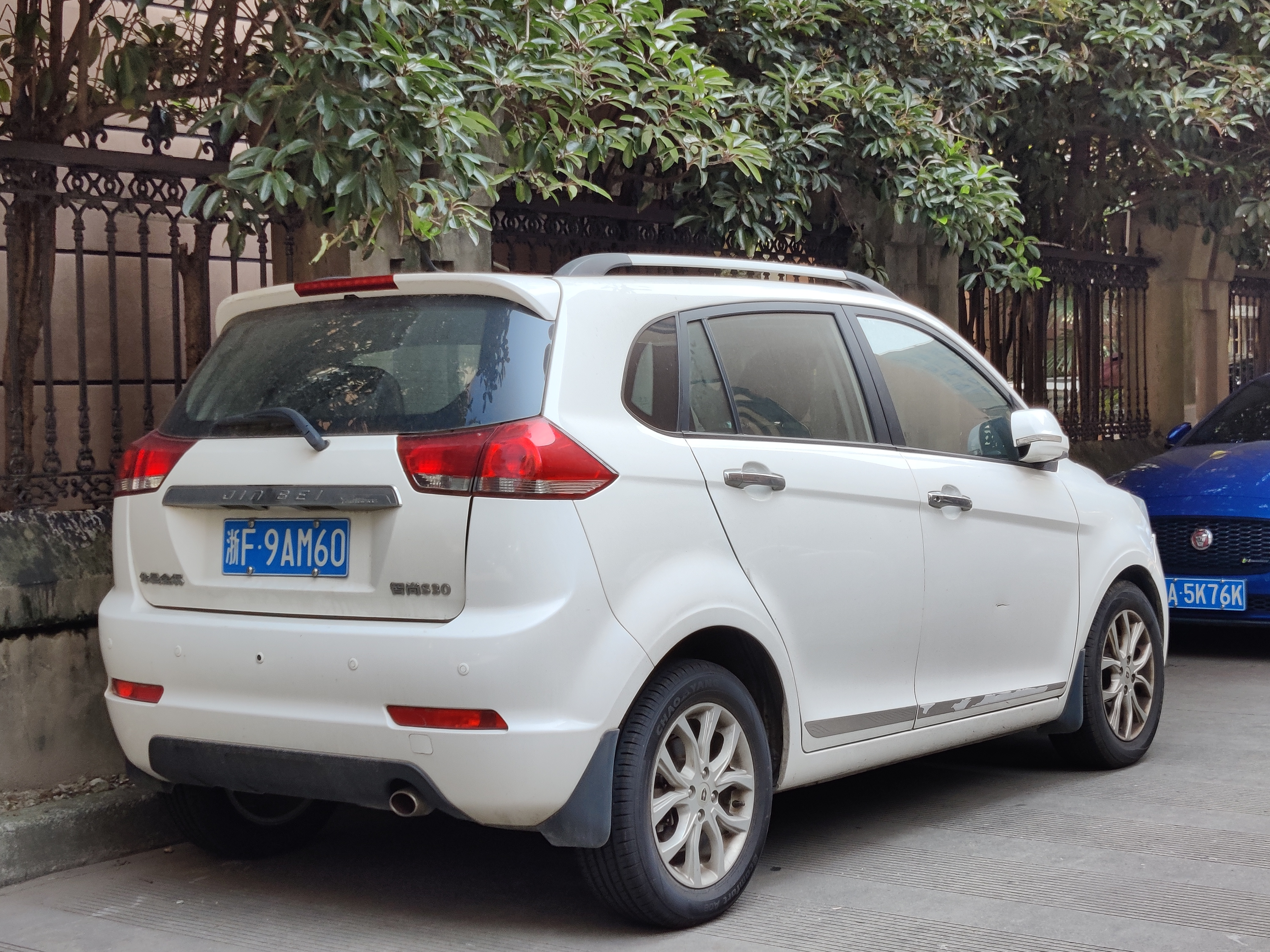
Вид сзади
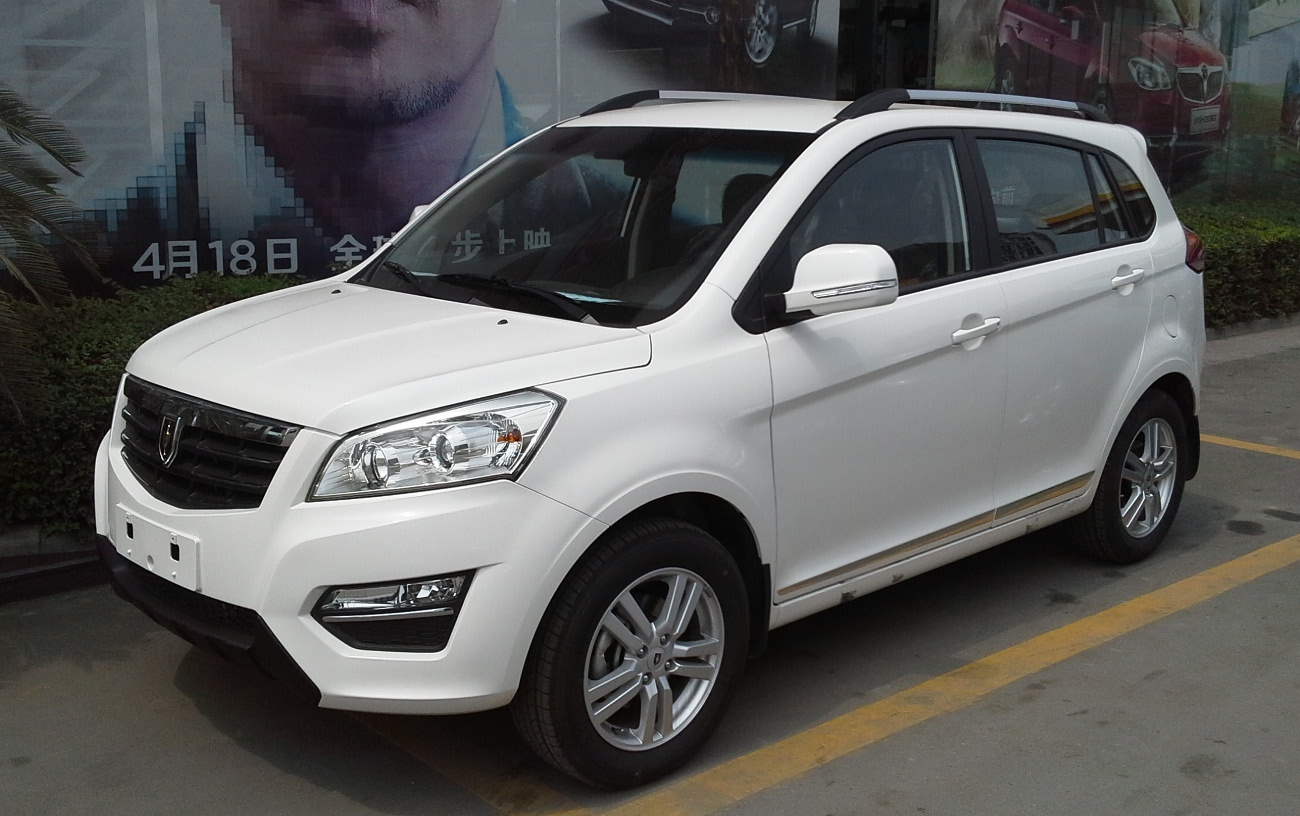
Вид спереди

### Технические характеристики
Jinbei S30 оснащён 1,5-литровым рядным четырёхцилиндровым бензиновым двигателем мощностью 102 л. с. в паре с пятиступенчатой механической или же автоматической трансмиссией.

## Jinbei S35
Jinbei S35 (он же Jinbei Zhishang S35) дебютировал в 2015 году в Чэнду. Представляет собой модернизацию S30; изменения коснулись передней части и задних фонарей. Цены варьировались от 59800 до 78800 юаней.

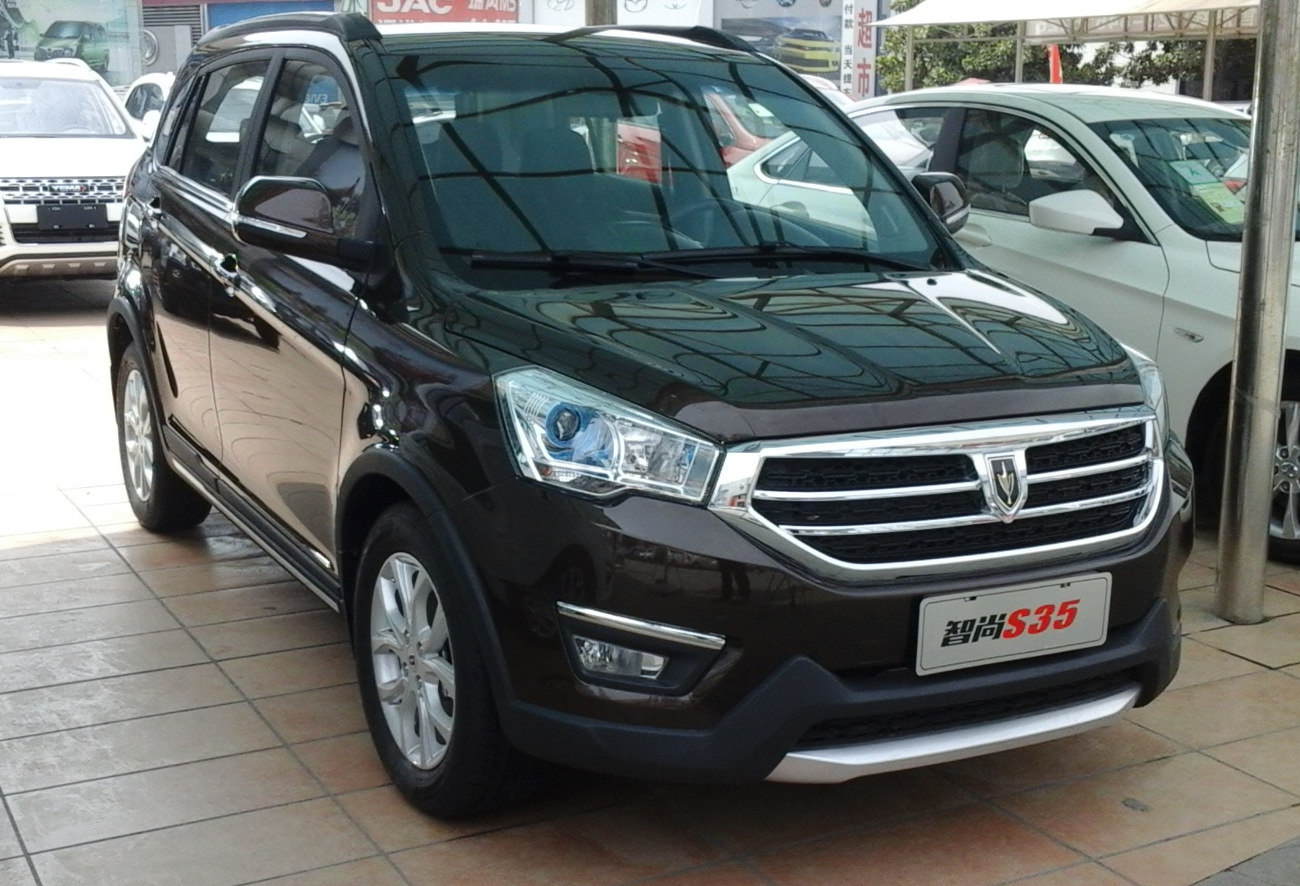
Одноцветный Jinbei S35
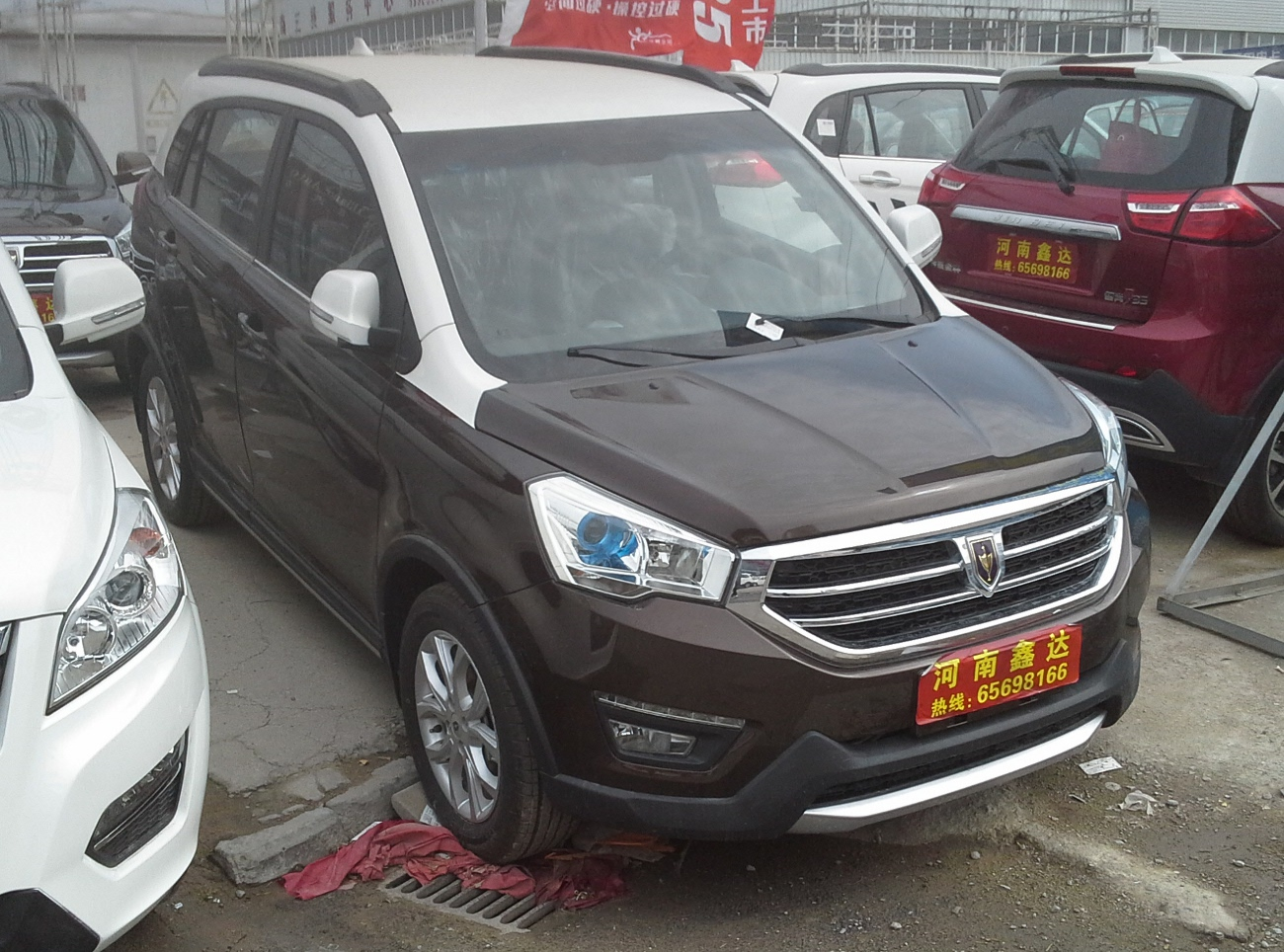
Двухцветный Jinbei S35